# 莫羅濟夫卡 (穆羅瓦尼庫里利夫齊區)
48°45′4″N 27°38′18″E / 48.75111°N 27.63833°E
莫羅濟夫卡（烏克蘭語：Морозівка）是位於烏克蘭西南部文尼察州裏莫希利夫-波季利斯基區的村莊，始建於1946年，面積2.11平方公里，海拔高度223米，2001年人口718。